# Доксамбос
Доксамбос, още Доксомбос, Доксан бос или Доксан (на гръцки: Μύρκινος, Миркинос, до 1927 Δοξόμπος, Доксомбос), е село в Република Гърция, дем Зиляхово, област Централна Македония.

## География
Селото е в историко-географската област Зъхна, в Сярското поле, на левия бряг на Струма, южно от слива на Драматица.

## История

### Средновековие
На 2 km северно от Доксамбос са развалините на средновековното укрепление Илан кале, идентифицирано с град Кесаруполис.

### В Османската империя
Гръцка статистика от 1866 година показва Доксамбос, Доксомбус (Δοξαμπός / Δοξόμπους) като село със 150 жители гърци.
Александър Синве („Les Grecs de l’Empire Ottoman. Etude Statistique et Ethnographique“), който се основава на гръцки данни, в 1878 година пише, че в Доксомбос (Doxombos) живеят 240 гърци. В „Етнография на вилаетите Адрианопол, Монастир и Салоника“, издадена в Константинопол в 1878 година и отразяваща статистиката на населението от 1873 година, Доксанбос (Doksanbos) е посочено като село с 30 домакинства и 75 жители цигани. В 1889 година Стефан Веркович („Топографическо-этнографическій очеркъ Македоніи“) отбелязва Доксомбус като село с 54 гръцки къщи.
Към 1900 година според статистиката на Васил Кънчов („Македония. Етнография и статистика“) в селото живеят 180 души, от които 60 гърци християни и 120 цигани.
По данни на секретаря на Българската екзархия Димитър Мишев („La Macédoine et sa Population Chrétienne“) през 1905 година в Доксон (Doxon) има 125 гърци.

### В Гърция
След Междусъюзническата война в 1913 година селото попада в Гърция. В него са настанени гърци бежанци. Според преброяването от 1928 година паланката е със смесено местно-бежанско население със 17 бежански семейства с 52 души. В 1927 година селото е прекръстено на Миркинос.
| Име     | Име      | Ново име  | Ново име  | Описание                                            |
| ------- | -------- | --------- | --------- | --------------------------------------------------- |
| Герения | Γκερένια | Агонон    | Άγονον    | местност ЮИ от Доксамбос                            |
| Пурлида | Πουρλίδα | Парохтион | Παρόχθιον | местност С от Доксамбос, по левия бряг на Драматица |